# Maurice Barrès

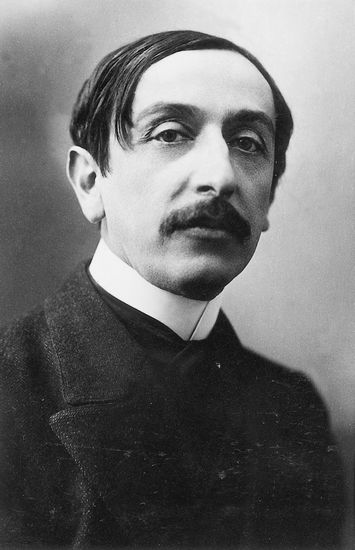
Maurice Barrès

Maurice Barrès, eigentlich Auguste-Maurice Barrès, (* 19. August 1862 in Charmes, Lothringen; † 4. Dezember 1923 in Neuilly-sur-Seine) war ein französischer Romancier, Martinist, Journalist und Politiker der nationalen Rechten.

## Leben
Der zugleich als Autor und homo politicus sehr bekannte und einflussreiche Barrès wurde  in Charmes an der Mosel (Département Vosges) geboren, nahe der damaligen (und heutigen) Grenze zwischen Frankreich und Deutschland.
Als Maurice fast acht Jahre alt war, begann der Krieg 1870/71 am 2. August 1870 mit dem Angriff französischer Truppen auf Saarbrücken. Nach elf teils verlustreichen Schlachten (Weißenburg – Spichern – Wörth – Colombey – Straßburg – Toul – Mars-la-Tour – Gravelotte – Metz – Beaumont – Noisseville) geriet in der Schlacht von Sedan der französische Kaiser Napoléon III. in Gefangenschaft; damit endete die erste Phase dieses Krieges.
Das neugegründete Deutsche Kaiserreich annektierte im Frieden von Frankfurt das Elsass und Lothringen und schuf das Reichsland Elsaß-Lothringen.
Die neugezogene deutsch-französischen Grenze entsprach ungefähr dem damaligen Verlauf der Sprachgrenze. Barrès verbrachte seine Gymnasialjahre als Internatsschüler in Nancy, quasi mit dem Blick auf die von den Revanchisten in Frankreich vielzitierte ligne bleue des Vosges (= die blaue Horizontlinie der Vogesen). Er wurde früh zu einem  Nationalisten und forderte Rache an Deutschland. Léon Gambetta prägte damals den Satz toujours y penser, jamais en parler (immer daran denken, niemals davon sprechen).
Barrès ging 1882 nach Paris, wo er Jura studieren sollte. Er sah sich als ein eher den Symbolisten denn den Naturalisten nahestehender Feuilletonist und Erzähler und versuchte, versuchte, parallel eine literarische Karriere zu beginnen. Er schrieb zunächst für die monatlich erscheinende Zeitschrift Jeune France und gründete dann seine eigene Zeitschrift Taches d’encre. Diese erschien nur wenige Monate lang.
1888 wurde der Roman Sous l’œil des barbares (= Unter den Augen der Barbaren) sein Durchbruch. Es ist der erste Teil der stark autobiografischen Romantrilogie Le Culte du moi (= Kult des Ich), deren Protagonist ein junger Intellektueller ist, der in die Pariser Fin-de-Siècle-Kultur eintaucht, in dieser als überfeinert und kosmopolitisch überfremdet vorgestellten Welt aber keinen Halt findet. Deshalb schwört er seinem dekadenten Narzissmus ab, kehrt in seine Heimat Lothringen zurück und findet dort zu den nationalen Traditionen und zum Katholizismus zurück. Im selben Jahr wird er in den Ordre Martiniste initiiert.
Barrès wurde 1889 Anhänger des politisch rechtsaußen agierenden populistischen Generals Georges Boulanger (le Général Revanche) und war aktiv in dessen kurzlebiger nationalistischen und revanchistischen Bewegung (boulangisme); für eine Legislaturperiode (1889–1893) war er boulangistischer Parlamentsabgeordneter für den Wahlkreis Meurthe-et-Moselle. Auch nach dem Suizid Boulangers (1891) und der Auflösung seiner Bewegung betätigte er sich als rechts stehender Intellektueller und Politiker, scheiterte aber viermal beim Versuch, wieder ins Parlament einzuziehen.
Während der Frankreich spaltenden Dreyfus-Affäre (1898) bezog er Position als „Anti-Dreyfusard“.
Um die Jahrhundertwende war er Mitglied der Ligue de la patrie française, die sich als antidreyfusardische Bewegung gegründet hatte.
In Deutschland wurde er in der Zwischenzeit durch Hermann Bahr als Wegweiser der Moderne berühmt.
1892 erschien L’ennemi des lois und eine Sammlung von Reiseberichten mit dem Titel Du sang, de la volupté, de la mort.
1897–1901 ließ Barrès eine weitere Trilogie erscheinen: Le Roman de l’énergie nationale (= Der Roman der nationalen Energie). Es ist die Geschichte einiger junger Lothringer, die zunächst nach Paris gehen, „entwurzelt“ werden (Teil 1 heißt auch Les déracinés/Die Entwurzelten), dies (zumindest teilweise) bemerken, heimkehren und für die Rückeroberung des von den Deutschen annektierten Elsass und (Deutsch-)Lothringen kämpfen.
1906 wurde Barrès in die Académie française (Fauteuil 4) aufgenommen und wieder zum Abgeordneten gewählt (Wahlkreis Seine), was er bis zu seinem Tod blieb, obwohl er eigentlich Anti-Parlamentarist war.
1913 hatte er eine weitere Romantrilogie fertig: Les bastions de l’Est (= Die Bastionen des Ostens). Die ersten Bände, Au service de l’Allemagne (=im Dienste Deutschlands, 1905) und Colette Baudoche (1909), sind Geschichten voller nationalistisch-antideutscher Ressentiments, der dritte, La Colline inspirée (= Der beseelte Hügel, 1912), handelt von der national inspirierten Auflehnung dreier lothringischer Priester gegen die ultramontane römische Amtskirche.
1914 arrivierte Barrès als Nachfolger von Paul Déroulède, dem poète national (1846–1914), zum Chef der antideutschen, antisemitischen und antiparlamentarischen Ligue des Patriotes; im anschließenden Weltkrieg 1914–18 betätigte er sich publizistisch mit einem antideutschen militaristischen Zeitungsartikel pro Tag.
Nach dem Ende des Weltkrieges forderte Barrès mehrmals die Annexion des Großherzogtum Luxemburgs durch Frankreich.
Nach dem Kriegsende wurde Barrès vor allem für die Surrealisten zur Negativfigur der französischen Literatur schlechthin, berühmt wurde der von André Breton angestrengte Schauprozess gegen Barrès als surrealistisches Event.
Dennoch wurde Barrès vor allem aufgrund seiner ausgefeilten Sprache weiterhin bewundert, so unter anderem auch von politisch eher linksstehenden Intellektuellen wie Louis Aragon und François Mitterrand. Des Weiteren beeinflusste er André Gide (dessen Gegner er nach 1900 wurde), François Mauriac und André Malraux.

## Werke

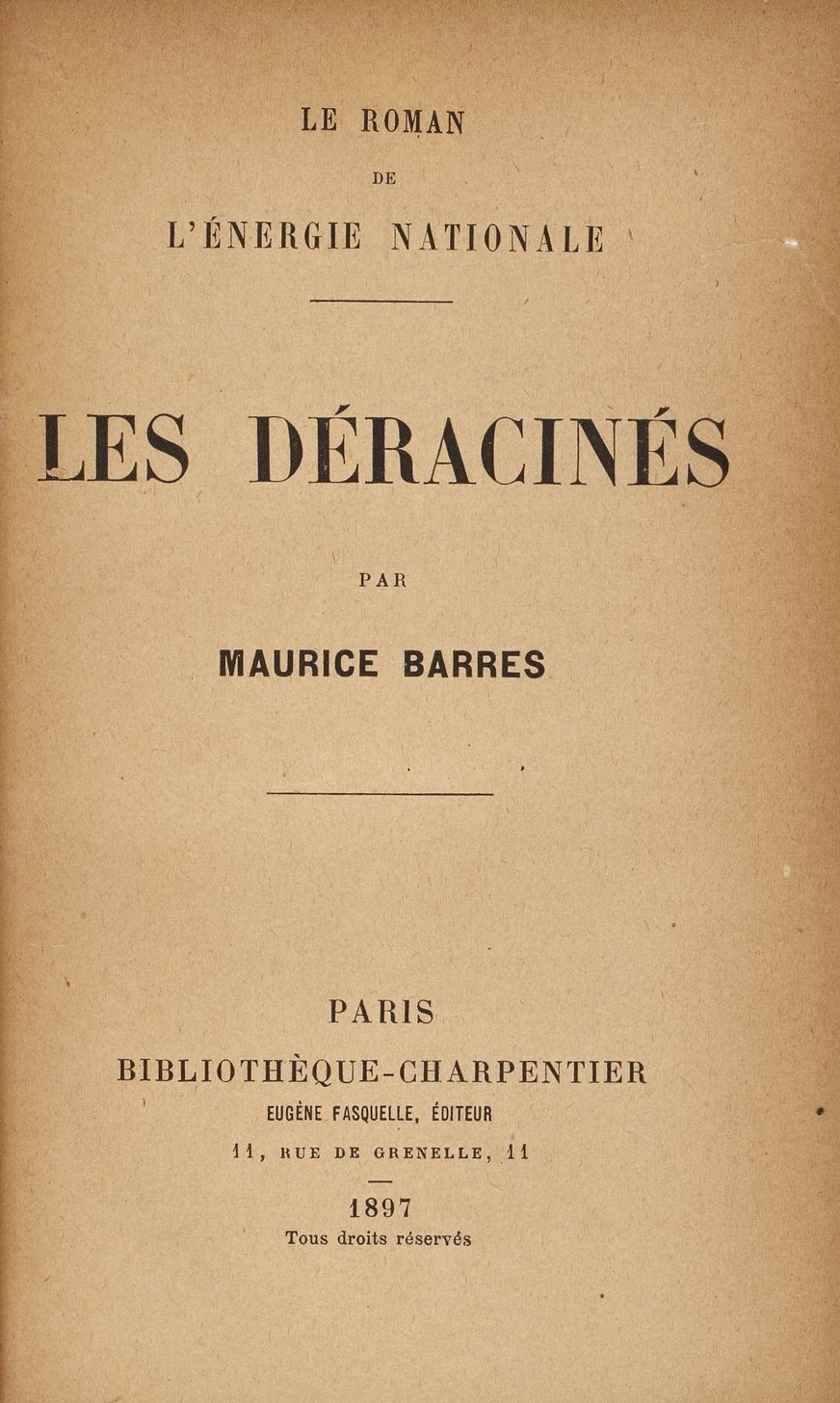
Titelblatt von Les Déracinés

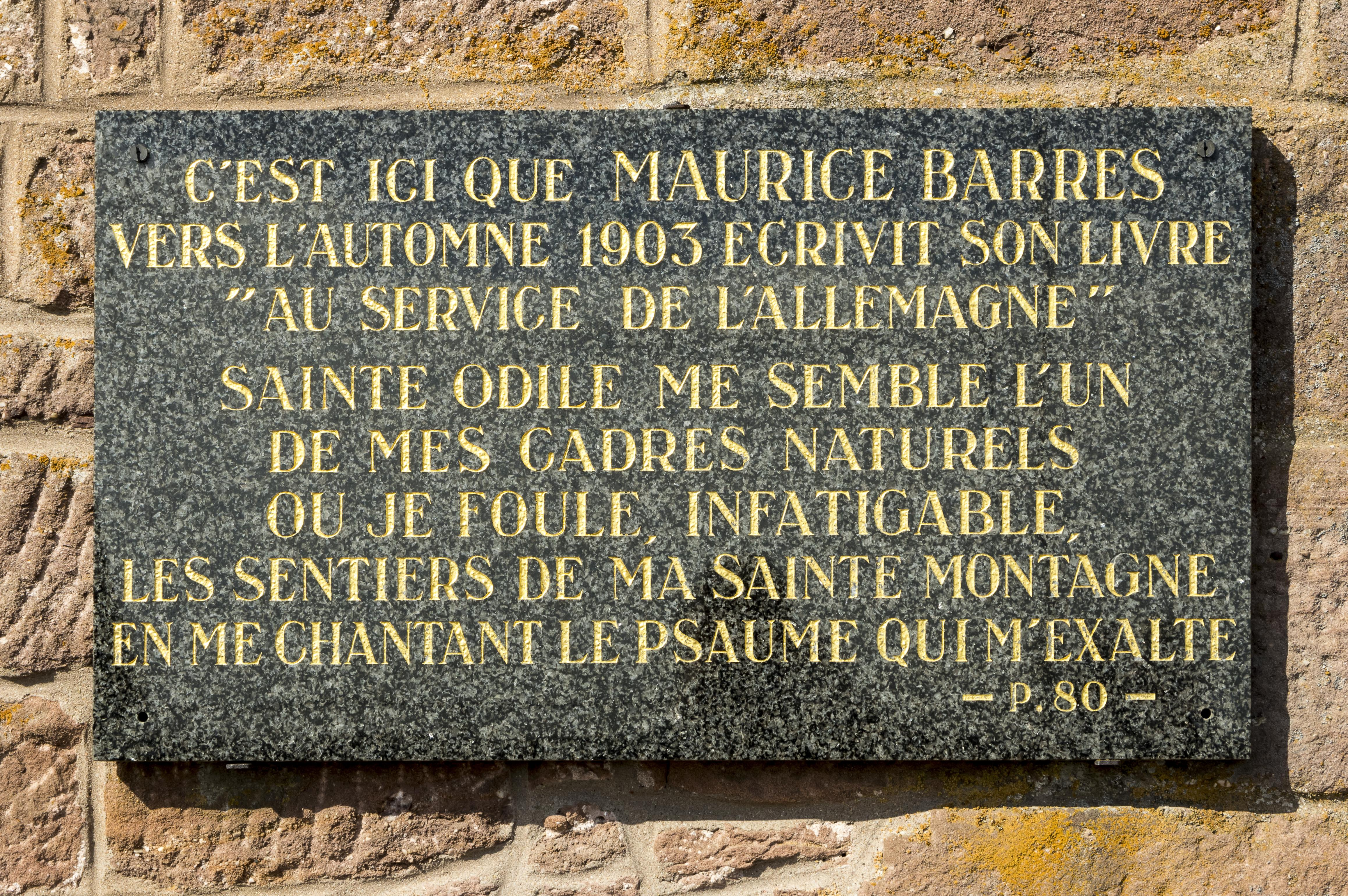
Gedenktafel auf dem Mont Sainte-Odile

### Romane
- Le Culte du moi. Examen des trois idéologies. (autobiographische Romantrilogie)
  - Sous l’oeil des barbares. Lemerre, Paris 1888. (Gallica)
  - Un homme libre. Perrin, Paris 1889. (Gallica)
  - Le Jardin de Bérénice. Perrin, Paris 1891. (Gallica)
- L’Ennemi des Lois. Perrin, Paris 1893. (Gallica)
- Le Roman de l’énergie nationale. Romantrilogie.
  - Les Déracinés. Fasquelle, Paris 1897. (Gallica)
  - L’Appel au soldat. Fasquelle, Paris 1897.
  - Leurs figures. Juven, Paris 1902.
- Les Bastions de l’Est. Romantrilogie.
  -  Au service de l’Allemagne. A. Fayard, Paris 1905. (deutsch unter dem Titel In deutschen Heeresdiensten. Berlin 1907)
  - Colette Baudoche. Juven, Paris 1909.
  - La Colline inspirée. Émile Paul, Paris 1913. (Archive.org)
- Un jardin sur l'Oronte. Plon, Paris 1922. (deutsch unter dem Titel Ein Garten am Orontes. 1927) franz. (Archive.org)

### Erzählungen
- La vierge assassinée, avec une lettre-préface de l’Auteur. Paris: E. Sansot & Cie, Paris 1904. (deutsch unter dem Titel Der Mord an der Jungfrau. Kurt Wolff, Berlin 1904)

### Theaterstücke
- Une journée parlementaire. Comédie de moeurs en 3 actes. Charpentier et Fasquelle, Paris 1894 (Gallica)

### Reisebeschreibungen
- Du sang, de la volupté, de la mort: Un amateur d’âmes. Voyage en Espagne, Voyage en Italie, etc. Charpentier et Fasquelle, Paris 1894 (deutsch unter dem Titel: Vom Blute, von der Wollust und vom Tode. Berlin 1907) franz. (Gallica) deutsch (Archive.org)
- Amori et Dolori sacrum. La mort de Venise. Juven, Paris 1903 (Gallica)
- Le Voyage de Sparte. Juven, Paris 1906 (Archive.org)
- Le Gréco ou le Secret de Tolède. Émile-Paul, Paris 1911.
- Une enquête aux pays du Levant. Plon, Paris 1923.

### Politische Schriften
- Étude pour la protection des ouvriers français. Grande impr. parisienne, Paris 1893. (Gallica)
- Scènes et doctrines du nationalisme. Juven, Paris 1902. (Gallica)
- Les amitiés françaises. Juven, Paris 1903.
- La grande pitié des Eglises de France. Émile-Paul, Paris 1914.
- Une visite à l’armée anglaise. Berger-Levrault, Paris 1915. (Gallica)
- Les Diverses Familles spirituelles de la France. Émile-Paul, Paris 1917. (Gallica)
- L’Ame française et la Guerre (chroniques). Émile-Paul, Paris 1915–1920.
- Le Génie du Rhin. Plon, 1921. (deutsch unter dem Titel Der Genius des Rheins. Berlin 1921), vgl. hierzu auch die Gegenschrift von Ernst Bertram: Rheingenius und Génie du Rhin. Berlin 1927. (Archive.org)
- Faut-il autoriser les congrégations? Les Frères des écoles chrétiennes. Plon-Nourrit, Paris 1923 (Gallica)
- Souvenirs d’un officier de la Grande armée, par [Jean-Baptiste-Auguste Barrès]; publiés par Maurice Barrès, son petit-fils. Plon-Nourrit, Paris 1923.

### Anthologien
- Quelques cadences. Sansot, Paris 1904. (Gallica)

### Postum erschienene Werke
- Le Mystère en pleine lumière. Plon, Paris 1926.
- Les Maîtres. Plon, Paris 1927.
- Mes cahiers. Plon, Paris 1929–1957. (14 Bände, Gesammelte Notizen, herausgegeben von Barrès' Sohn Philippe)

### Neuere Ausgaben
- Scènes et doctrines du nationalisme. Éditions du Trident, Paris 1987.
- Mes cahiers: 1896–1923. Plon, Paris 1994; herausgegeben von Guy Dupré
- Journal de ma vie extérieure. Julliard, Paris 1994, ISBN 2-260-01111-X. (die wichtigsten Zeitungsartikel, herausgegeben von François Broche und Éric Roussel)
- Romans et voyages. Éditions Robert Laffont, Paris 1999. (die bedeutendsten Romane in zwei Bänden, herausgegeben von Vital Rambaud)
- Un jardin sur l’Oronte. Transbordeurs, 2005, ISBN 2-84957-006-0.
- La Colline inspirée. Rocher, Paris 2005, ISBN 2-268-05249-4.
- Sparte: Paysage d’un mythe. Magellan & Cie, 2004, ISBN 2-914330-63-4.

## Bibliographien
- Alphonse Zarach: Bibliographie barrésienne (1881–1948). Paris 1951.
- Trevor Field: Maurice Barrès: a selective critical bibliography 1948–1979. London 1982, ISBN 0-7293-0129-X.

## Verfilmungen
- Jean-Marie Straub und Danièle Huillet: Lothringen! Nach dem Roman Colette Baudoche, 1994, 35 mm, Farbe, zwei Sprachfassungen (Deutsch und Französisch), 21 min